# Marcos Minetti
Marcos Minetti (Paraná, 17 aprile 1989) è un ex calciatore argentino, di ruolo centrocampista.

## Caratteristiche tecniche
È una mediano.

## Carriera
Cresciuto nelle giovanili del Patronato, ha esordito il 24 febbraio 2012 in occasione del match vinto 2-0 contro il Gimnasia (LP).

## Statistiche

### Presenze e reti nei club
Statistiche aggiornate al 23 marzo 2018.
| Stagione        | Squadra         | Campionato      | Campionato | Campionato | Coppe nazionali | Coppe nazionali | Coppe nazionali | Coppe continentali | Coppe continentali | Coppe continentali | Altre coppe | Altre coppe | Altre coppe | Totale | Totale | Totale |
| Stagione        | Squadra         | Comp            | Pres       | Reti       | Comp            | Pres            | Reti            | Comp               | Pres               | Reti               | Comp        | Pres        | Reti        | Pres   | Reti   |        |
| --------------- | --------------- | --------------- | ---------- | ---------- | --------------- | --------------- | --------------- | ------------------ | ------------------ | ------------------ | ----------- | ----------- | ----------- | ------ | ------ | ------ |
| 2011-2012       | Patronato       | BN              | 8          | 0          | CA              | 1               | 0               |                    | -                  | -                  |             | -           | -           | 9      | 0      |        |
| 2012-2013       | Patronato       | BN              | 1          | 0          | CA              | 1               | 0               |                    | -                  | -                  |             | -           | -           | 2      | 0      |        |
| 2013-2014       | Patronato       | BN              | 5          | 0          | CA              | 1               | 1               |                    | -                  | -                  |             | -           | -           | 6      | 1      |        |
| 2014            | Patronato       | BN              | 0          | 0          |                 | -               | -               |                    | -                  | -                  |             | -           | -           | 0      | 0      |        |
| 2015            | Patronato       | BN              | 24         | 3          | CA              | 1               | 0               |                    | -                  | -                  |             | -           | -           | 25     | 3      |        |
| 2016            | Patronato       | PD              | 7          | 0          | CA              | 1               | 0               |                    | -                  | -                  |             | -           | -           | 8      | 0      |        |
| 2016-2017       | Patronato       | PD              | 7          | 0          | CA              | 0               | 0               |                    | -                  | -                  |             | -           | -           | 7      | 0      |        |
| 2017-2018       | Patronato       | PD              | 0          | 0          | CA              | 0               | 0               |                    | -                  | -                  |             | -           | -           | 0      | 0      |        |
| Totale carriera | Totale carriera | Totale carriera | 52         | 3          |                 | 5               | 1               |                    | -                  | -                  |             | -           | -           | 57     | 4      |        |